# Puntate di Case infestate: fuori in 72 ore

## Specials (2016-2017)
| nº | Titolo originale                        | Titolo italiano | Prima TV USA     | Prima TV Italia |
| -- | --------------------------------------- | --------------- | ---------------- | --------------- |
| 1  | Halloween Special: The Black Monk House |                 | 31 ottobre 2016  | Inedito         |
| 2  | Paranormal Lockdown: Evidence Revealed  |                 | 16 dicembre 2016 | Inedito         |
| 3  | Trans-Allegheny Lunatic Asylum Unlocked |                 | 13 gennaio 2017  | Inedito         |
| 4  | Hinsdale House Unlocked                 |                 | 20 gennaio 2017  | Inedito         |
| 5  | Anderson Hotel Unlocked                 |                 | 27 gennaio 2017  | Inedito         |
| 6  | Kreischer Mansion Unlocked              |                 | 3 febbraio 2017  | Inedito         |
| 7  | Franklin Castle Unlocked                |                 | 10 febbraio 2017 | Inedito         |
| 8  | Randolph County Infirmary Unlocked      |                 | 17 febbraio 2017 | Inedito         |
| 9  | Monroe House Unlocked                   |                 | 24 febbraio 2017 | Inedito         |
| 10 | Shrewsbury Prison Unlocked              |                 | 3 marzo 2017     | Inedito         |

## Prima stagione (2016)
| nº | Titolo originale               | Titolo italiano         | Prima TV USA  | Prima TV Italia |
| -- | ------------------------------ | ----------------------- | ------------- | --------------- |
| 1  | Trans-Allegheny Lunatic Asylum | L'istituto psichiatrico | 4 marzo 2016  | 10/03/2017      |
| 2  | Anderson Hotel                 | Hotel Anderson          | 11 marzo 2016 | 24/03/2017      |
| 3  | Franklin Castle                | Il castello di Franklin | 18 marzo 2016 | 03/03/2017      |
| 4  | Randolph County Infirmary      | L'infermeria            | 25 marzo 2016 | 17/03/2017      |
| 5  | Hinsdale House                 | La casa di Hinsdale     | 1 aprile 2016 | 24/02/2017      |
| 6  | Kreischer Mansion              | Casa Kreischer          | 8 aprile 2016 | 31/03/2017      |

## Seconda stagione (2016-2017)
| nº | Titolo originale            | Titolo italiano           | Prima TV USA     | Prima TV Italia |
| -- | --------------------------- | ------------------------- | ---------------- | --------------- |
| 1  | Monroe House                | Monroe House              | 16 dicembre 2016 | 17/11/2017      |
| 2  | Shrewsbury Prison           | La prigione di Shrewsbury | 23 dicembre 2016 | 10/11/2017      |
| 3  | Oliver House                | Oliver House              | 30 dicembre 2016 | 15/12/2017      |
| 4  | St. Ignatius Hospital       | Il St. Ignatius Hospital  | 6 gennaio 2017   | 24/11/2017      |
| 5  | Waverly Hills Sanatorium    | Il Waverley Hills         | 13 gennaio 2017  | 08/12/2017      |
| 6  | Bellaire House              |                           | 20 gennaio 2017  | Inedito         |
| 7  | Statler City Hotel          |                           | 27 gennaio 2017  | Inedito         |
| 8  | White Hill Mansion          |                           | 3 febbraio 2017  | Inedito         |
| 9  | Malvern Manor               | La Malvern Manor          | 10 febbraio 2017 | 07/10/2019      |
| 10 | Rampart Street Murder House |                           | 17 febbraio 2017 | Inedito         |
| 11 | Scutt Mansion               |                           | 24 febbraio 2017 | Inedito         |
| 12 | Old Chatham County Jail     |                           | 3 marzo 2017     | Inedito         |

## Terza stagione (2018-2019)
| nº | Titolo originale           | Titolo italiano            | Prima TV USA     | Prima TV Italia  |
| -- | -------------------------- | -------------------------- | ---------------- | ---------------- |
| 1  | Old Sweet Springs          | Un vecchio resort          | 4 dicembre 2018  | 14 dicembre 2018 |
| 2  | Wildwood Sanitorium        | Wildwood                   | 4 dicembre 2018  | 21 dicembre 2018 |
| 3  | Higginsport School         | La scuola                  | 11 dicembre 2018 | 28 dicembre 2018 |
| 4  | Bobby Mackey's Music World | Bobby Mackey's Music World | 11 dicembre 2018 | 4 gennaio 2019   |
| 5  | Monroe House               | Monroe House               | 18 dicembre 2018 | 11 gennaio 2019  |
| 6  | Jim Beam Distillery        | La distilleria             | 18 dicembre 2018 | 18 gennaio 2019  |
| 7  | Old Cambria Jail           | Il vecchio carcere         | 25 dicembre 2018 | 25 gennaio 2019  |
| 8  | Shepton Mallet Prison      |                            | 25 dicembre 2018 | Inedito          |
| 9  | Beattie Mansion            | La Beattie Mansion         | 8 gennaio 2019   | 1 febbraio 2019  |
| 10 | Drakelow Tunnels           |                            | 8 gennaio 2019   | Inedito          |
| 11 | The Royal Oak Pub          |                            | 15 gennaio 2019  | Inedito          |
| 12 | The Abandoned Park Hotel   |                            | 15 gennaio 2019  | Inedito          |
| 13 | Newsham Park Hospital      |                            | 22 gennaio 2019  | Inedito          |
| 14 | The Skegness Hell House    |                            | 22 gennaio 2019  | Inedito          |
| 15 | Holmesberg Prison          |                            | 29 gennaio 2019  | Inedito          |
| 16 | Margam Castle              |                            | 29 gennaio 2019  | Inedito          |
| 17 | The Mill Street Barracks   |                            | 29 gennaio 2019  | Inedito          |
| 18 | The Kenton Theatre         |                            | 5 febbraio 2019  | Inedito          |
| 19 | Hinchingbrooke House       |                            | 5 febbraio 2019  | Inedito          |